# 杜蘭環境法期刊
《杜蘭環境法期刊》（Tulane Environmental Law Journal）是一份在1988年起由美國杜蘭大學發行的學術期刊。該期刊每半年出版一次，內容涵蓋環境法律。目前，期刊的主編是Lucas Henry。據2012年的期刊引證報告指，《杜蘭環境法期刊》的影響因子為1.8。

## 資料來源
1. ↑  Law Review Citation Rankings 的存檔，存档日期2012-12-25.

## 外部連結
- 官方网站